# Biathlon-Juniorenweltmeisterschaften 2015
Die Biathlon-Juniorenweltmeisterschaften 2015 (offiziell: IBU Youth/Junior World Championships Biathlon 2015) fanden vom 18. bis 24. Februar 2015 in der belarussischen Hauptstadt Minsk statt. Dortiger Austragungsort war Raubitschy.

## Medaillenspiegel
| Platz | Land               |   |   |   |    |
| ----- | ------------------ | - | - | - | -- |
| 1     | Russland           | 5 | 4 | 3 | 12 |
| 2     | Frankreich         | 3 | 1 | 2 | 6  |
| 3     | Norwegen           | 2 | 4 | 5 | 11 |
| 4     | Ukraine            | 2 | 1 | 1 | 4  |
| 5     | Belarus            | 2 |   |   | 2  |
| 6     | Österreich         | 1 | 3 | 1 | 5  |
| 7     | Deutschland        | 1 |   | 1 | 2  |
| 8     | Kasachstan         |   | 2 | 1 | 3  |
| 9     | Dänemark           |   | 1 |   | 1  |
|       | Polen              |   | 1 |   | 1  |
| 11    | Vereinigte Staaten |   |   | 1 | 1  |

Stand: 23. Februar 2015

## Zeitplan
| Datum       | Frauen                    | Frauen                         | Männer                    | Männer                        |
| Datum       | Uhrzeit                   | Wettbewerb                     | Uhrzeit                   | Wettbewerb                    |
| ----------- | ------------------------- | ------------------------------ | ------------------------- | ----------------------------- |
| 16. Februar | Training                  | Training                       | Training                  | Training                      |
| 17. Februar | Training, Eröffnungsfeier | Training, Eröffnungsfeier      | Training, Eröffnungsfeier | Training, Eröffnungsfeier     |
| 18. Februar | 9:00                      | Einzel Jugend (10 km)          | 13:30                     | Einzel Jugend (12,5 km)       |
| 19. Februar | 9:00                      | Einzel Juniorinnen (12,5 km)   | 12:30                     | Einzel Junioren (15 km)       |
| 20. Februar | 9:00                      | Sprint Jugend (6 km)           | 12:30                     | Sprint Jugend (7,5 km)        |
| 21. Februar | 9:00                      | Sprint Juniorinnen (7,5 km)    | 12:30                     | Sprint Junioren (10 km)       |
| 22. Februar | 9:00                      | Jugend Verfolgung (7,5 km)     | 11:30                     | Junioren Verfolgung (12,5 km) |
| 22. Februar | 10:00                     | Juniorinnen Verfolgung (10 km) | 13:30                     | Jugend Verfolgung (10 km)     |
| 23. Februar | 9:00                      | Staffel Jugend (3 × 6 km)      | 13:30                     | Staffel Jugend (3 × 7,5 km)   |
| 24. Februar | 9:00                      | Staffel Juniorinnen (3 × 6 km) | 12:30                     | Staffel Junioren (4 × 7,5 km) |

## Ergebnisse Jugend männlich
| Rang | Name                 |
| ---- | -------------------- |
| 1    | Jonas Uglem Mobakken |
| 2    | Felix Leitner        |
| 3    | Mattis Haug          |
| 4    | Nikita Porschnew     |
| 5    | Joscha Burkhalter    |
| 6    | Alexander Nassekin   |
| 7    | Lars-Erik Weick      |
| 8    | Kirill Strelzow      |
| 9    | Raman Schynkewitsch  |
| 10   | Justus Strelow       |

| Rang | Name                 |
| ---- | -------------------- |
| 1    | Felix Leitner        |
| 2    | Kirill Strelzow      |
| 3    | Mattis Haug          |
| 4    | Jonas Uglem Mobakken |
| 5    | Joscha Burkhalter    |
| 6    | Dmytro Iwassenko     |
| 7    | Justus Strelow       |
| 8    | Lars-Erik Weick      |
| 9    | Milan Žemlička       |
| 10   | Nikita Porschnew     |

| Rang | Name                    |
| ---- | ----------------------- |
| 1    | Kirill Strelzow         |
| 2    | Anders Emil Schiellerup |
| 3    | Igor Schetko            |
| 4    | Bartłomiej Filip        |
| 4    | Andreas Kjeverud Eggen  |
| 6    | Justus Strelow          |
| 7    | Alexander Nassekin      |
| 8    | Raman Schynkewitsch     |
| 9    | Mattis Haug             |
| 10   | Felix Leitner           |

| Rang | Name                                                            |
| ---- | --------------------------------------------------------------- |
| 1    | RusslandIgor Schetko Nikita Porschnew Kirill Strelzow           |
| 2    | UkraineWitalij Trusch Nasarij Zebrynskyj Dmytro Iwassenko       |
| 3    | NorwegenJonas Uglem Mobakken Andreas Kjeverud Eggen Mattis Haug |
| 4    | FinnlandVili Sormunen Tero Seppälä Olli Jaakkola                |
| 5    | SchweizJoscha Burkhalter Nirando Bacchetta Sandro Bovisi        |
| 6    | ÖsterreichPatrick Jakob Thomas Elsigan Felix Leitner            |
| 7    | BelarusPawel Paplauski Ihor Karpjuk Raman Schynkewitsch         |
| 8    | SlowenienNace Žnidaršič Žan Petrinčič Mitja Drinovec            |
| 9    | ItalienPaul Traut Jan Kuppelwieser Luca Ghiglione               |
| 10   | RumänienHunor Gegő Norbert Kristo Raul Flore                    |

## Ergebnisse Jugend weiblich
| Rang | Name                       |
| ---- | -------------------------- |
| 1    | Darija Blaschko            |
| 2    | Julia Schwaiger            |
| 3    | Ingrid Landmark Tandrevold |
| 4    | Dsinara Alimbekawa         |
| 5    | Jelisaweta Kaplina         |
| 5    | Hanna Sola                 |
| 7    | Simone Kupfner             |
| 8    | Ko Eun-jung                |
| 9    | Sophia Schneider           |
| 10   | Julija Drosdowa            |

| Rang | Name                       |
| ---- | -------------------------- |
| 1    | Ingrid Landmark Tandrevold |
| 2    | Julia Schwaiger            |
| 3    | Simone Kupfner             |
| 4    | Urška Poje                 |
| 5    | Emiliy Battendier          |
| 6    | Janina Hettich             |
| 7    | Sophia Schneider           |
| 8    | Jelisaweta Kaplina         |
| 9    | Anna Krywonos              |
| 10   | Kristin Våga Fløttum       |

| Rang | Name                       |
| ---- | -------------------------- |
| 1    | Anna Krywonos              |
| 2    | Ingrid Landmark Tandrevold |
| 3    | Jelisaweta Kaplina         |
| 4    | Karina Talmenewa           |
| 5    | Jelisaweta Beltschenko     |
| 6    | Emily Battendier           |
| 7    | Simone Kupfner             |
| 8    | Janina Hettich             |
| 9    | Ko Eun-jung                |
| 10   | Gabrielė Leščinskaitė      |

| Rang | Name                                                               |
| ---- | ------------------------------------------------------------------ |
| 1    | BelarusDsinara Alimbekawa Hanna Sola Darija Blaschko               |
| 2    | RusslandJelisaweta Kaplina Natalja Uschkina Kristina Reszowa       |
| 3    | NorwegenKristin Våga Fløttum Eline Grue Ingrid Landmark Tandrevold |
| 4    | ÖsterreichJulia Schwaiger Theresa Wimber Simone Kupfner            |
| 5    | KasachstanArina Pantowa Alina Slepenko Jelisaweta Beltschenko      |
| 6    | SlowenienUrška Poje Tais Vozelj Nina Zadravec                      |
| 7    | UkraineSnischana Tissjejewa Oksana Syheti Anna Krywonos            |
| 8    | EstlandRegina Oja Sandra Tarikas Susan Külm                        |
| 9    | PolenKamila Cichoń Kamila Żuk Paulina Król                         |
| 10   | BulgarienGergana Welkowa Wiktorija Komitowa Milena Todorowa        |

## Ergebnisse Junioren
| Rang | Name                 |
| ---- | -------------------- |
| 1    | Alexander Dedjuchin  |
| 2    | Fabien Claude        |
| 3    | Sean Doherty         |
| 4    | Niklas Homberg       |
| 5    | Alexander Powarnizyn |
| 6    | Eduard Latypow       |
| 7    | Adam Václavík        |
| 8    | Aidan Millar         |
| 9    | Vemund Gurigard      |
| 10   | Aslak Nenseter       |

| Rang | Name                 |
| ---- | -------------------- |
| 1    | Eduard Latypow       |
| 2    | Vemund Gurigard      |
| 3    | Alexander Powarnizyn |
| 4    | Niklas Homberg       |
| 5    | Alexander Dedjuchin  |
| 6    | Fabien Claude        |
| 7    | Émilien Jacquelin    |
| 8    | Wiktor Tretjakow     |
| 9    | Anton Myhda          |
| 10   | Adam Václavík        |

| Rang | Name                |
| ---- | ------------------- |
| 1    | Aristide Bègue      |
| 2    | Alexander Dedjuchin |
| 3    | Vemund Gurigard     |
| 4    | Émilien Jacquelin   |
| 5    | Aslak Nenseter      |
| 6    | Wiktar Kryuko       |
| 7    | Adam Václavík       |
| 8    | Maksim Warabej      |
| 9    | Johannes Donhauser  |
| 10   | Fredrik Rørvik      |

| Rang | Name                                                                             |
| ---- | -------------------------------------------------------------------------------- |
| 1    | RusslandAlexander Dedjuchin Wiktor Tretjakow Eduard Latypow Alexander Powarnizyn |
| 2    | NorwegenAndreas Kvam Henrik Sagosen Smeby Aslak Nenseter Vemund Gurigard         |
| 3    | FrankreichAristide Bègue Félix Cottet-Puinel Émilien Jacquelin Fabien Claude     |
| 4    | DeutschlandMarco Groß Johannes Donhauser Dominic Schmuck Niklas Homberg          |
| 5    | BelarusAleh Litwinski Maksim Warabej Jauhen Lipaj Wiktar Kryuko                  |
| 6    | TschechienOndřej Hošek Milan Žemlička Ondřej Šantora Adam Václavík               |
| 7    | SchwedenSebastian Samuelsson Martin Ponsiluoma Olle Olsson Bad Niklas Forsberg   |
| 8    | UkraineOleksandr Morjew Maksym Iwko Andrij Dozenko Anton Myhda                   |
| 9    | KanadaPearce Hanna Aidan Millar Carsen Campbell Matthew Strum                    |
| 10   | FinnlandHeikki Laitinen Antti Repo Mikko Loukkaanhuhta Teemu Huhtala             |

## Ergebnisse Juniorinnen
| Rang | Name                 |
| ---- | -------------------- |
| 1    | Lena Arnaud          |
| 2    | Galina Wischnewskaja |
| 3    | Chloé Chevalier      |
| 4    | Marie Heinrich       |
| 5    | Linn Persson         |
| 6    | Anna Magnusson       |
| 7    | Lisa Vittozzi        |
| 8    | Julija Schurawok     |
| 9    | Aita Gasparin        |
| 10   | Jauhenija Jakaulewa  |

| Rang | Name                    |
| ---- | ----------------------- |
| 1    | Marie Heinrich          |
| 2    | Galina Wischnewskaja    |
| 3    | Julija Schurawok        |
| 4    | Lisa Vittozzi           |
| 5    | Chloé Chevalier         |
| 6    | Linn Persson            |
| 7    | Julia Simon             |
| 8    | Anastassija Merkuschyna |
| 9    | Anna Magnusson          |
| 10   | Julie Chenevoy          |

| Rang | Name                    |
| ---- | ----------------------- |
| 1    | Julija Schurawok        |
| 2    | Kinga Mitoraj           |
| 3    | Galina Wischnewskaja    |
| 4    | Dunja Zdouc             |
| 5    | Wiktorija Sliwko        |
| 6    | Uljana Kaischewa        |
| 7    | Anastassija Merkuschyna |
| 8    | Lisa Vittozzi           |
| 9    | Aita Gasparin           |
| 10   | Lena Arnaud             |

| Rang | Name                                                                  |
| ---- | --------------------------------------------------------------------- |
| 1    | FrankreichChloé Chevalier Julia Simon Lena Arnaud                     |
| 2    | RusslandWiktorija Sliwko Natalja Gerbulowa Uljana Kaischewa           |
| 3    | DeutschlandAnna Weidel Helene Hendel Marie Heinrich                   |
| 4    | SchwedenHanna Öberg Linn Persson Anna Magnusson                       |
| 5    | ÖsterreichSusanne Hoffmann Susanna Kurzthaler Dunja Zdouc             |
| 6    | UkraineAnastassija Merkuschyna Marija Krutschowa Julija Schurawok     |
| 7    | SchweizAita Gasparin Tanja Bissig Lena Häcki                          |
| 8    | NorwegenAnne Marit Bredalen Kristin Sandeggen Sigrid Bilstad Neraasen |
| 9    | BelarusJauhenija Jakaulewa Anastassija Kunez Tazzjana Tryfanawa       |
| 10   | TschechienJessica Jislová Markéta Davidová Natálie Jurčová            |